# Faculteit Bio-ingenieurswetenschappen Gent

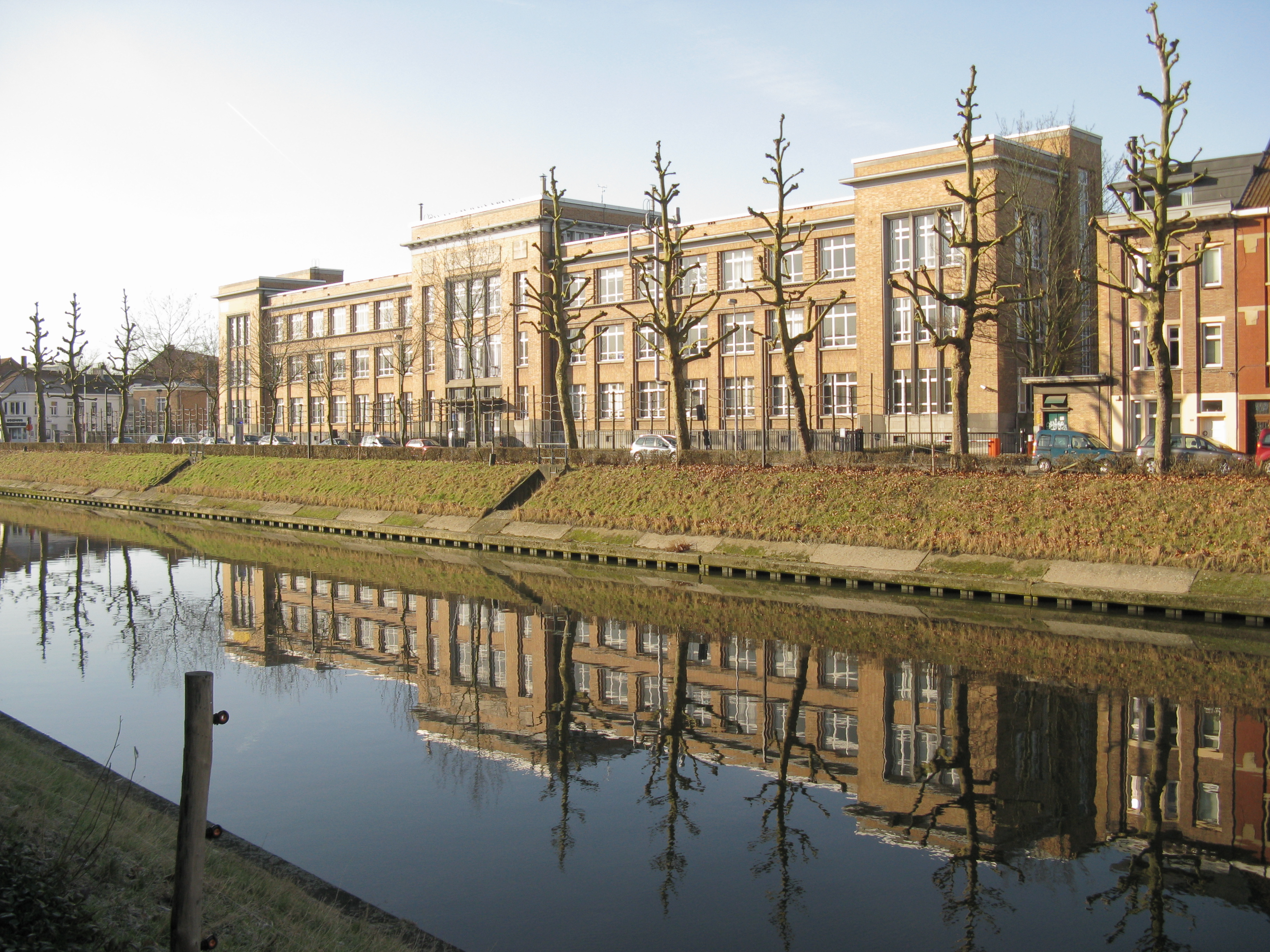
Hoofdgebouw aan de Coupure

De Faculteit Bio-ingenieurswetenschappen te Gent (onder de studenten "Boerekot" genoemd) is een faculteit van de Universiteit Gent (UGent). De faculteit ontstond als resultaat van de integratie op 25 september 1969 van de toenmalige Rijkslandbouwhogeschool in de Rijksuniversiteit van Gent.
De faculteit is gevestigd te Gent op de Coupure Links 653 ter hoogte van de Ekkergemstraat. Er zijn tevens onderzoeksinstellingen aan verbonden in Melle en Gontrode (de proefhoeve en het Aelmoeseneie proefbos). Sinds de integratie van de opleidingen industrieel ingenieur in de biowetenschappen is de faculteit ook aanwezig op de Campus Schoonmeersen en op de UGent Campus in Kortrijk. De faculteit neemt actief deel bij het opzetten van een branchecampus van UGent in Zuid-Korea.
De faculteit speelt een belangrijke rol in het wetenschappelijk onderzoek over primaire productie (landbouw), voedseltechnologie en -veiligheid, bioproceschemie, biotechnologie, microbiologie, beheer van natuurlijke hulpbronnen en andere vakgebieden in de life sciences. In internationale rankings fungeert ze stelselmatig in de wereldtop 50 en de top 10 in Europa.

## Geschiedenis van de Rijkslandbouwhogeschool
De Hoogere Land- en Tuinbouwschool van Gent werd door Soupart opgericht op 23 mei 1917 onder de Duitse bezetting van de Eerste Wereldoorlog, maar dit instituut verdween na de oorlog.
De Landbouwhogeschool werd in 1919 opgericht door Cyriel Van Damme (1873-1932), de eerste rector. Een K.B. van 26 mei 1920 gaf de school de machtiging het diploma van licentiaat in de landbouwwetenschappen af te leveren na een studie van twee jaar. Het eerste academiejaar startte in 1920. De school richtte ook een tweejarige opleiding in voor de titel van kandidaat-ingenieur-agronoom, waarna men nog eens twee jaar kon verder studeren tot ingenieur-agronoom, koloniaal-ingenieur, ingenieur-tuinbouw, ingenieur van waters en bossen, ingenieur landbouwgenie, ingenieur der landbouwnijverheden of landbouw-scheikundig ingenieur. Bij een K.B. van 1923 werden al deze titels vereenvoudigd tot een enkele titel: landbouwkundig ingenieur. De duur van de opleiding werd van 4 naar 5 jaar gebracht in 1934.
De hogeschool en andere hogescholen poogden tevergeefs zich als universiteitsfaculteit te laten erkennen. De landbouwhogescholen van Gent en van Gembloers dienden daartoe in 1955 nogmaals een voorstel in. Pas bij een wet uit 1965 mochten de landbouwhogescholen van Gent en Gembloers zich aansluiten bij respectievelijk de Universiteit van Gent en de Universiteit van Luik. De hogeschool wijzigde haar naam in Rijksfaculteit der Landbouwwetenschappen, maar pas na een K.B. van 1969 werd ze officieel geïntegreerd in de Rijksuniversiteit Gent.
Sinds 1966 mogen landbouwkundige ingenieurs bij wet hun titel afkorten als "ir.", een beschermde titel die voorheen enkel door burgerlijk ingenieurs mocht worden gevoerd. In de jaren 90 werd de titel landbouwkundig ingenieur vervangen door bio-ingenieur, waarvan de eersten in 1995 afstudeerden.

### Gebouwen

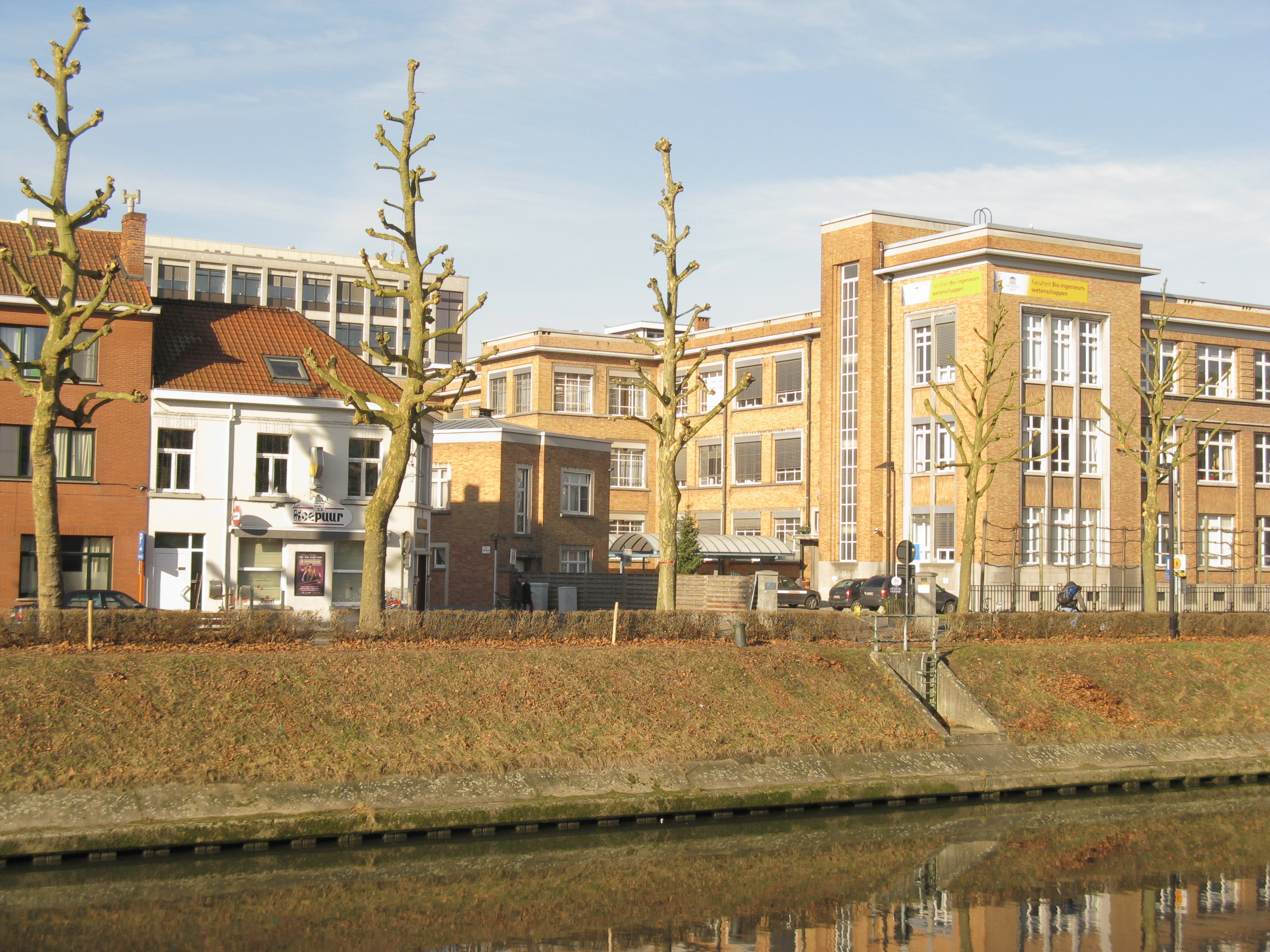
Het hoofdgebouw, het scheikundegebouw en de portierswoning

In 1920 betrok men een schoolgebouw aan de Sint-Amandstraat 80 in Gent. Vanaf 1923 betrok men de ook de lokalen van de Middelbare Tuinbouwschool aan de Hofbouwlaan 15 in Gent. In Melle had men vanaf 1920 de Proefhoeve.
Aan de Coupure werden de oudste gebouwen van de Rijkslandbouwhogeschool tussen 1937 en 1940 opgetrokken op een terrein van 4 ha. van het vroegere Rasphuis, een gevangenis die in 1773 door Maria Theresia van Oostenrijk werd opgericht en die in 1935 werd gesloten. Deze gevangenis werd vervangen door de Nieuwe Wandeling, iets meer noordwestelijk gelegen en aanpalend aan de huidige faculteit.
Het hoofdgebouw werd ontworpen door August Poppe en George Collin. Het heeft een U-vormig grondplan, met een bijna 100 meter lange hoofdgevel langs de Coupure. Het gebouw heeft een driedelig ontwerp: 3 vleugels, 3 verdiepingen, 3 uitsprongen per gevelzijde; de ramen zijn netjes per 3 geordend.
Tijdens de Tweede Wereldoorlog bleven de gebouwen door de Duitsers bezet; vanaf 1944 werd het gebouw door de Canadezen ingericht als militair hospitaal. Ook de Engelsen hebben het gebouw gebruikt. De meeste leerstoelen namen pas een definitieve aanvang in 1946. De nieuwe gebouwen werden pas op 5 oktober 1948 ingehuldigd ter gelegenheid van het (uitgestelde) 25-jarige jubileum. Door de sterke stijging van het aantal studenten werd in 1966 het studentenrestaurant gebouwd. In 1977 werd het nieuwe scheikundegebouw voltooid. Op 20 september 2005 werd het groot auditorium ("De Oehoe") officieel geopend.

### Naamgeving

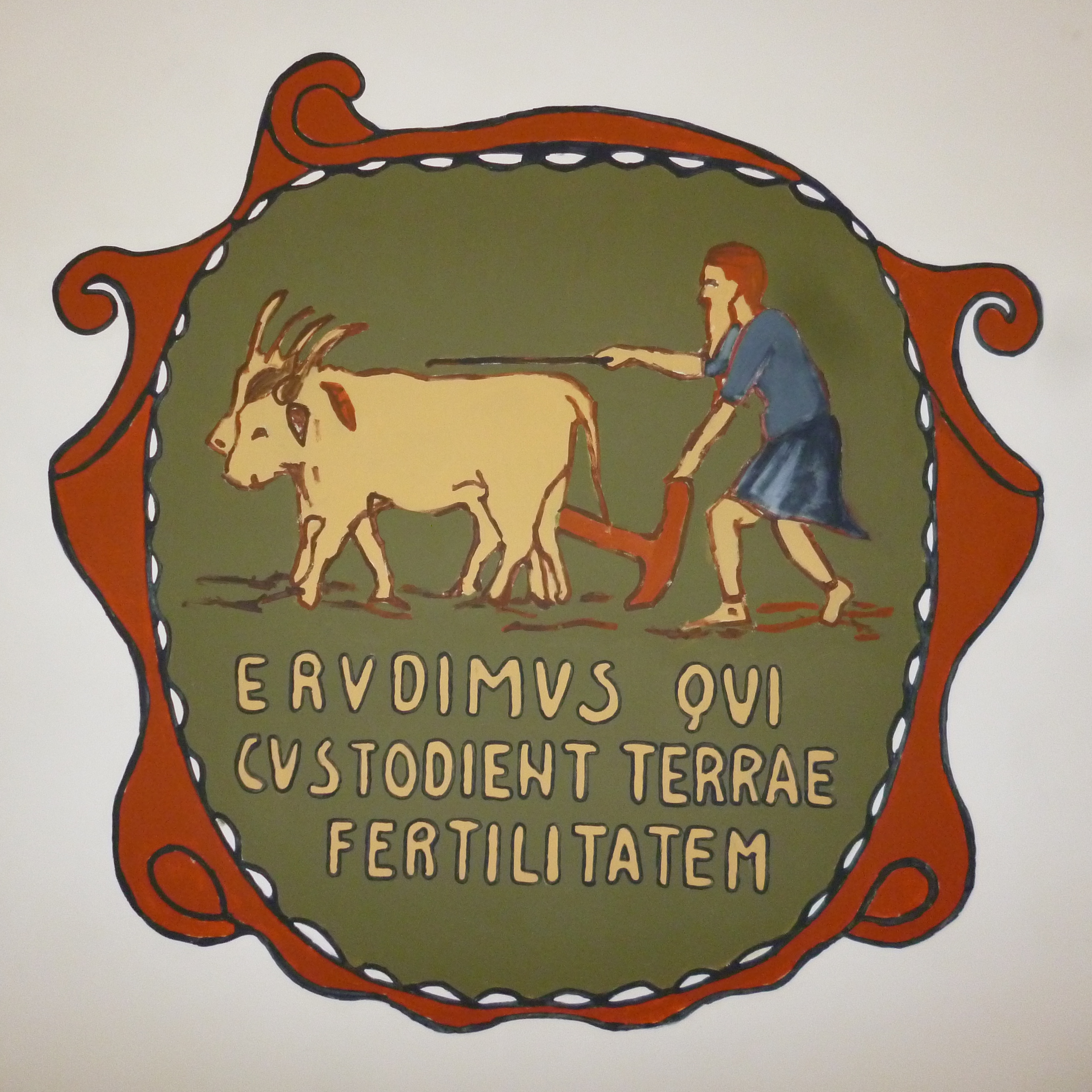
Het logo van de faculteit: Erudimus qui custodient terrae fertilitatem

De faculteit heet tegenwoordig "Faculteit Bio-ingenieurswetenschappen"; internationaal gebruikt men de Engelse naam "Faculty of Bioscience Engineering".
Vorige namen van de instelling waren:
- Rijkslandbouwhogeschool (1920-1965), Engels: State Agricultural University
- Rijksfaculteit der Landbouwwetenschappen (5 juli 1965-1969)
- Faculteit van de Landbouwwetenschappen (1969-1992)
- Faculteit Landbouwkundige en Toegepaste Biologische Wetenschappen (1992-2004)
- Faculteit Bio-ingenieurswetenschappen (2004-)

### Rectoren en Decanen[2]

#### Rectoren van de Landbouwhogeschool
als Rijkslandbouwhogeschool
- 1919-1931 : Cyriel Van Damme
- 1931-1932 : F. Smeyers
- 1932-1938 : H. Glorie
- 1938-1946 : A. Van Loy
- 1946-1949 : Albertus M. Gerardus Baptist
- 1949-1958 : J. Van den Brande

als Rijksfaculteit der Landbouwwetenschappen
- 1958-1966 : K. Petit
- 1966-1969 : Albertus M. Gerardus Baptist

#### Decanen van de faculteit
als Faculteit van de Landbouwwetenschappen
- 1969-1970 : Albertus M. Gerardus Baptist
- 1970-1972 : Marcel Slaats
- 1972-1974 : Albert Verkinderen
- 1974-1976 : Joseph Stryckers
- 1976-1978 : André Gillard
- 1978-1980 : André Cottenie
- 1980-1984 : Marcel F. De Boodt
- 1984-1990 : Frans M. Pauwels
- 1990-1992 : Laurent Martens

als Faculteit Landbouwkundige en Toegepaste Biologische Wetenschappen
- 1992-1994 : Laurent Martens
- 1994-1998 : André Huyghebaert
- 1998-2002 : Oswald Van Cleemput
- 2002-2004 : Herman Van Langenhove

als Faculteit Bio-ingenieurswetenschappen
- 2004-2008 : Herman Van Langenhove
- 2008-2015 : Guido Van Huylenbroeck
- 2015-2022 : Marc Van Meirvenne
- 2022-: Els Van Damme

## Studierichtingen en vakgroepen
De studie bestaat uit een Bachelor- en een Masteropleiding. De afgestudeerden werden landbouwkundig ingenieur genoemd, wat een wettelijk beschermde titel is. Later werd de titel omgevormd tot bio-ingenieur, voluit Bachelor of Science in de Bio-ingenieurswetenschappen en Master in de Bio-ingenieurswetenschappen. Sinds de laatste onderwijshervorming van Bologna is er een integratie met de opleidingen van industrieel ingenieur op de Campus Kortrijk en Campus Schoonmeersen.
Bio-ingenieurs studeren af in een van de volgende richtingen: Bos- en Natuurbeheer, Land- en Waterbeheer, Landbouwkunde, Milieutechnologie, Cel- en genbiotechnologie, Chemie en Bioprocestechnologie, Levensmiddelenwetenschappen en voedingstechnologie of Bioinformatics.
Industrieel ingenieurs studeren af als Master of Science in de industriële wetenschappen: Biochemie, Chemie of Milieukunde of als Master of Science in de biowetenschappen: Voedingsindustrie of Land- en tuinbouwkunde.
Daarnaast organiseert de faculteit ook Engelstalige masteropleidingen. Deze opleidingen leiden niet tot een ingenieurstitel. Er zijn twee soorten opleidingen: opleidingen met een focus op ontwikkelingssamenwerking, zodat studenten na hun studie problemen van ontwikkelingslanden mee kunnen oplossen, en innovatieve masteropleidingen rond specifieke actuele thema's ter bevordering van een Europese kenniseconomie.
Om de masteropleidingen te verzorgen, werden verschillende vakgroepen opgericht: Omgeving, Plant en Gewas, Dierwetenschappen en Aquatische Ecologie, Levensmiddelentechnologie, Voedselveiligheid en Gezondheid, Groene Chemie en Technologie, Biotechnologie, Data-analyse en wiskundige modellering en Landbouweconomie.

## Samenwerkingsverbanden
- Katholieke Universiteit Leuven[18][19][20]
- Vrije Universiteit Brussel
- Wageningen University & Research centre

## Belangrijke professoren
Van de Rijkslandbouwhogeschool:
- Paul Van Steenberge (microbiologie; senator van 1946 tot 1954)

Van de Landbouwfaculteit:
- André Cottenie[21] (scheikunde; van 1966-1970 voorzitter van de Koninklijke Vlaamse Chemische Vereniging; rector UGent 1981/1982-1984/1985)
- Marcel De Boodt (bodemkunde, bodemfysica, bodemclassificatie; Groot-officier Leopold II orde; Groot-officier in de Kroonorde)
- Louis De Leenheer (bodemkunde)
- Frans M. Pauwels (tropische landbouw)
- Niceas Schamp (organische scheikunde; baron in 2007)

Van de faculteit Bio-ingenieurswetenschappen: 
- Willy Verstraete[22] (microbiologie)

## Bekende alumni
- Paul De Bruycker, CEO van Indaver
- Wivina Demeester, politica
- Jeroen Denaeghel, journalist
- Stan Dewulf, wielrenner
- Vera Dua, politica, afgestudeerd in 1975; Dr. in de landbouwwetenschappen in 1986
- Walter Fiers, moleculair bioloog
- Dirk Holemans, politicus
- Tim Maeyens, roeier
- Bert Popelier, schrijver
- Mieke Schauvliege, politica
- Evi Van Acker, zeilster
- Antoon Van Nevel, politicus